# Ernst Korp
Ernst Korp (* 11. Jänner 1947 in Katsch an der Mur) ist ein ehemaliger österreichischer Gemeindebediensteter und Politiker (SPÖ), der von 2000 bis 2012 Bürgermeister der steierischen Marktgemeinde Pöls war.
Vom 19. Oktober 1993 bis zum 7. November 2000 gehörte er dem steirischen Landtag in zwei Gesetzgebungsperioden als Landtagsabgeordneter an.

## Leben und Wirken
Ernst Korp wurde am 11. Jänner 1947 in der damals noch eigenständigen Gemeinde Katsch an der Mur geboren und wuchs in einer sozialdemokratischen Arbeiterfamilie in der Bezirkshauptstadt Murau auf. Bereits in seiner Jugend engagierte sich Korp, der nach seiner allgemeinen Schulausbildung eine Fachschule absolvierte und das Landesschülerheim 3 in Graz besuchte, in den Ferien bei den Kinderfreunden und war als Betreuer in Ferienheimen aktiv tätig. Nach Abschluss seiner schulischen Ausbildung kam der damals 17-Jährige im Jahre 1964 als Vertragsbediensteter zur Industriegemeinde Pöls im Bezirk Judenburg. Dort war er in weiterer Folge 48 Jahre lang als öffentlich Bediensteter aktiv, war Standesbeamter und stieg zum Abteilungsleiter für Standesamt, Staatsbürgerschaften, Meldewesen, Sozialhilfe, Statistik und Öffentlichkeitsarbeit auf. Zuletzt war er von Februar 2000 bis November 2012 in der bereits erwähnten Funktion als Bürgermeister im Amt und trat im Alter von 65 Jahren seinen Rücktritt an. Zudem engagierte er sich jahrzehntelang sehr stark in den Vereinen und Organisationen in seiner nunmehrigen Heimatgemeinde aber auch darüber hinaus. So war er etwa Mitglied der Pölser Feuerwehr, des Elternvereins, der SP-Ortsorganisation und war in jüngeren Jahren auch aktiver Spieler in der Kampfmannschaft des lokalen Fußballvereins. Anfangs nur an Wochenenden, später jedoch wesentlich öfter versah er seinen ehrenamtlichen Dienst beim Roten Kreuz in Murau und absolvierte in seiner Laufbahn als Einsatzfahrer laut eigener Aussage über 1000 Ausfahrten. 
Nach seiner Zeit als Gardesoldat beim Bundesheer in der Maria-Theresien-Kaserne in Wien in den Jahren 1968 und 1969 heiratete er im Jahre 1972 seine Ehefrau Helga und bemühte sich in weiterer Folge verstärkt um ein berufliches Weiterkommen, was mit der Absolvierung sämtlicher Dienstprüfungen einherging. Verhältnismäßig spät begann seine politische Karriere, als der damals 38-Jährige im Jahre 1985 erstmals in den Pölser Gemeinderat gewählt worden war. Im Gemeinderat übernahm er die Agenden Öffentlichkeitsarbeit und Kultur. Innerhalb der SPÖ stieg er 1992 zum stellvertretenden Bezirksvorsitzenden von Judenburg auf. Bereits ein Jahr später zog er, während der laufenden XII. Gesetzgebungsperiode, mit 10. Oktober 1993 als Abgeordneter in den steirischen Landtag ein. Auch in der XIII. Gesetzgebungsperiode fungierte er als steirischer Landtagsabgeordneter der Sozialdemokraten. Bei der Landtagswahl 1995 erreichte er über 4000 Vorzugsstimmen. Im letzten Jahr seines Wirkens während der Landesregierung Klasnic I wurde Korp im Februar 2000 zum Bürgermeister der Marktgemeinde Pöls gewählt, nachdem seine Partei 78,7 Prozent der Stimmen erreicht hatte.
Einen wesentlichen Abschnitt seiner Karriere bildete auch seine Tätigkeit bei der Volkshilfe, bei der er ab 1985 aktiv war. Korp war es, der einen Essenszustelldienst für betagte und kranke Mitbürger in Pöls organisierte. Noch heute (Stand: 2024) gibt es den Essenszustelldienst in Pöls, der von Anfang an von freiwilligen und ehrenamtlichen Mitarbeitern getragen wurde. So betätigten sich von Beginn an Mitglieder des ARBÖ und des Pensionistenverbandes als Fahrer, und Mitglieder der SPÖ-Frauenorganisation portionierten die im Altenheim zubereiteten Speisen. Das Einsatzfahrzeug wurde aus Spendengeldern finanziert. Innerhalb der Bezirksorganisation der Volkshilfe stieg Korp in den 1990er Jahren zum Nachfolger von Alfred Sponer aus Judenburg auf und schaffte als Bezirksleiter im Jahre 1993 die Etablierung des mobilen Pflegebetreuungsprojekts „Helfende Hände“, bestehend aus drei Pflegehelfern und einem Leiter. Bereits acht Jahre später waren insgesamt bereits über 100 Mitarbeiter – darunter Kindergärtnerinnen, mobile Pflegehelfer, Begleitlehrer einer Sonderschule für Schwerstbehinderte in Judenburg usw. – in der von den Landesorganisation der Volkshilfe gegründeten „Sozialstation Judenburg“ beschäftigt. Außerdem stellte die Volkshilfe den damals einzigen Ganztageskindergarten der Region und führte damit eine Einrichtung in der Mischform von Krabbelstube, Kindergarten und Hort. Knapp 30 Jahre lang bildete Korp zusammen mit Barbara Gross, Wolfgang Messner und Klaus Prieschl den Landesvorstand der Volkshilfe Steiermark, ehe er sich aus diesem zurück.
Ernst Korp lebt heute (Stand: 2024) mit seiner Ehefrau in einem Einfamilienhaus in Oberzeiring (heute ein Teil der Gemeinde Pölstal). Er ist noch immer im Pensionistenverband als Bezirksvorstand-Stellvertreter tätig (Stand: 2024). Kurz nach dem Ausscheiden aus seinem Bürgermeisteramt wurde Korp von den Pölser Werksmusikern zum Ehrenmitglied ernannt.